# Athous parallelopipedus
Athous parallelopipedus is een keversoort uit de familie kniptorren (Elateridae). De wetenschappelijke naam van de soort is voor het eerst geldig gepubliceerd in 1832 door Brullé.